# Atletism la Jocurile Olimpice de vară din 2020 - 800 m (masculin)
Proba de 800 de metri masculin de la Jocurile Olimpice de vară din 2020 a avut loc în perioada 31 iulie-4 august 2021 pe Stadionul Național al Japoniei. Aproximativ cincizeci de atleți sunt așteptați să participe la această probă.

## Recorduri
Înaintea acestei competiții, recordurile mondiale și olimpice erau următoarele:
| Record  | Atlet               | Timp    | Loc                    | Data          |
| ------- | ------------------- | ------- | ---------------------- | ------------- |
| Mondial | David Rudisha (KEN) | 1:40.91 | Londra, Marea Britanie | 9 august 2012 |
| Olimpic | David Rudisha (KEN) | 1:40.91 | Londra, Marea Britanie | 9 august 2012 |

## Program
Orele sunt ora Japoniei (UTC+9) 
| Data                    | Oră   | Etapă      |
| ----------------------- | ----- | ---------- |
| Sâmbătă, 31 iulie 2021  | 9:00  | Etapa 1    |
| Duminică, 1 august 2021 | 19:00 | Semifinale |
| Miercuri, 4 august 2021 | 18:30 | Finala     |

## Rezultate

### Calificări
S-au calificat în semifinale primii trei atleți din fiecare serie (C) și următorii atleți cu cei mai buni 6 timpi (c). 

#### Seria 1
| Loc | Culoar | Atlet              | Țară                       | Timp    | Note  |
| --- | ------ | ------------------ | -------------------------- | ------- | ----- |
| 1   | 4      | Ferguson Rotich    | Kenya                      | 1:43,75 | C     |
| 2   | 7      | Peter Bol          | Australia                  | 1:44,13 | C, RC |
| 3   | 1      | Elliot Giles       | Marea Britanie             | 1:44,49 | C     |
| 4   | 2      | Abdelati El Guesse | Maroc                      | 1:44,84 | c, PB |
| 5   | 5      | Isaiah Jewett      | Statele Unite ale Americii | 1:45,07 | c     |
| 6   | 8      | Tony van Diepen    | Olanda                     | 1:46,03 |       |
| 7   | 3      | Pol Moya           | Andorra                    | 1:47,44 |       |
| 8   | 6      | Musa Hajdari       | Kosovo                     | 1:48,96 |       |

#### Seria 2
| Loc | Culoar | Atlet                    | Țară                    | Timp    | Note |
| --- | ------ | ------------------------ | ----------------------- | ------- | ---- |
| 1   | 4      | Marco Arop               | Canada                  | 1:45,26 | C    |
| 2   | 3      | Amel Tuka                | Bosnia și Herțegovina   | 1:45,48 | C    |
| 3   | 2      | Gabriel Tual             | Franța                  | 1:45,63 | C    |
| 4   | 1      | Pablo Sánchez-Valladares | Spania                  | 1:46,06 |      |
| 5   | 7      | Andreas Kramer           | Suedia                  | 1:46,44 |      |
| 6   | 6      | Oliver Dustin            | Marea Britanie          | 1:46,94 |      |
| 7   | 8      | Alex Beddoes             | Insulele Cook           | 1:47,26 | RN   |
| 8   | 5      | Francky Mbotto           | Republica Centrafricană | 1:48,26 | RN   |

#### Seria 3
| Loc | Culoar | Atlet             | Țară                       | Timp    | Note  |
| --- | ------ | ----------------- | -------------------------- | ------- | ----- |
| 1   | 1      | Clayton Murphy    | Statele Unite ale Americii | 1:45,53 | C     |
| 2   | 6      | Daniel Rowden     | Marea Britanie             | 1:45,73 | C     |
| 3   | 2      | Abdessalem Ayouni | Tunisia                    | 1:45,73 | C, SB |
| 4   | 8      | Charlie Hunter    | Australia                  | 1:45,91 | c     |
| 5   | 4      | Saúl Ordóñez      | Spania                     | 1:45,98 |       |
| 6   | 7      | Brandon McBride   | Canada                     | 1:46,32 |       |
| 7   | 3      | Melese Nberet     | Etiopia                    | 1:47,80 |       |
| 8   | 5      | James Chiengjiek  | EOR                        | 2:02,04 |       |

#### Seria 4
| Loc | Culoar | Atlet                 | Țară        | Timp    | Note |
| --- | ------ | --------------------- | ----------- | ------- | ---- |
| 1   | 8      | Nijel Amos            | Botswana    | 1:45,04 | C    |
| 2   | 6      | Michael Saruni        | Kenya       | 1:45,21 | C    |
| 3   | 7      | Adrián Ben            | Spania      | 1:45,30 | C    |
| 4   | 5      | Jeff Riseley          | Australia   | 1:45,41 | c    |
| 5   | 2      | Oussama Nabil         | Maroc       | 1:45,64 | c    |
| 6   | 1      | Pierre-Ambroise Bosse | Franța      | 1:45,97 | c    |
| 7   | 3      | Ryan Sánchez          | Puerto Rico | 1:47,07 |      |
| 8   | 4      | Thiago André          | Brazilia    | 1:47,25 |      |

#### Seria 5
| Loc | Culoar | Atlet               | Țară        | Timp    | Note |
| --- | ------ | ------------------- | ----------- | ------- | ---- |
| 1   | 1      | Jesús Tonatiú López | Mexic       | 1:46,14 | C    |
| 2   | 5      | Eliott Crestan      | Belgia      | 1:46,19 | C    |
| 3   | 7      | Patryk Dobek        | Polonia     | 1:46,59 | C    |
| 4   | 3      | Mark English        | Irlanda     | 1:46,75 |      |
| 5   | 4      | Benjamin Robert     | Franța      | 1:47,12 |      |
| 6   | 6      | Eric Nzikwinkunda   | Burundi     | 1:47,97 |      |
| 7   | 2      | Andrés Arroyo       | Puerto Rico | 1:53,09 |      |
| 8   | 8      | Dennick Luke        | Dominica    | 1:54,30 |      |

#### Seria 6
| Loc | Culoar | Atlet                   | Țară                       | Timp    | Note |
| --- | ------ | ----------------------- | -------------------------- | ------- | ---- |
| 1   | 6      | Emmanuel Korir          | Kenya                      | 1:45,33 | C    |
| 2   | 3      | Mateusz Borkowski       | Polonia                    | 1:45,34 | C    |
| 3   | 5      | Bryce Hoppel            | Statele Unite ale Americii | 1:45,64 | C    |
| 4   | 1      | Mostafa Smaili          | Maroc                      | 1:46,05 |      |
| 5   | 8      | Yassine Hethat          | Algeria                    | 1:46,20 |      |
| 6   | 7      | Abubaker Haydar Abdalla | Qatar                      | 1:47,45 |      |
| 7   | 4      | Wesley Vázquez          | Puerto Rico                | 1:49,06 | SB   |
| —   | 2      | Ayanleh Souleiman       | Djibouti                   | —       | NS   |

### Semifinale
S-au calificat în finală primii doi atleți din fiecare semifinală (C) și următorii atleți cu cei mai buni 2 timpi (c). 

#### Semifinala 1
| Loc | Culoar | Atlet               | Țară                       | Timp    | Note |
| --- | ------ | ------------------- | -------------------------- | ------- | ---- |
| 1   | 3      | Patryk Dobek        | Polonia                    | 1:44,60 | C    |
| 2   | 6      | Emmanuel Korir      | Kenya                      | 1:44,74 | C    |
| 3   | 5      | Jesús Tonatiú López | Mexic                      | 1:44,77 |      |
| 4   | 9      | Eliott Crestan      | Belgia                     | 1:44,84 | PB   |
| 5   | 4      | Bryce Hoppel        | Statele Unite ale Americii | 1:44,91 |      |
| 6   | 2      | Abdessalem Ayouni   | Tunisia                    | 1:44,99 | RN   |
| 7   | 7      | Charlie Hunter      | Australia                  | 1:46,73 |      |
| 8   | 8      | Abdelati El Guesse  | Maroc                      | 1:46,85 |      |

#### Semifinala 2
| Loc | Culoar | Atlet             | Țară                       | Timp    | Note  |
| --- | ------ | ----------------- | -------------------------- | ------- | ----- |
| 1   | 6      | Peter Bol         | Australia                  | 1:44,11 | C, RC |
| 2   | 5      | Clayton Murphy    | Statele Unite ale Americii | 1:44,18 | C     |
| 3   | 7      | Gabriel Tual      | Franța                     | 1:44,28 | c, PB |
| 4   | 4      | Adrián Ben        | Spania                     | 1:44,30 | c     |
| 5   | 8      | Daniel Rowden     | Marea Britanie             | 1:44,35 | SB    |
| 6   | 9      | Michael Saruni    | Kenya                      | 1:44,55 | SB    |
| 7   | 3      | Marco Arop        | Canada                     | 1:44,90 |       |
| 8   | 2      | Mateusz Borkowski | Polonia                    | 1:46,54 |       |

#### Semifinala 3
| Loc | Culoar | Atlet                 | Țară                       | Timp    | Note  |
| --- | ------ | --------------------- | -------------------------- | ------- | ----- |
| 1   | 6      | Ferguson Rotich       | Kenya                      | 1:44,04 | C     |
| 2   | 8      | Amel Tuka             | Bosnia și Herțegovina      | 1:44,53 | C, SB |
| 3   | 4      | Elliot Giles          | Marea Britanie             | 1:44,74 |       |
| 4   | 7      | Oussama Nabil         | Maroc                      | 1:46,42 |       |
| 5   | 2      | Jeff Riseley          | Australia                  | 1:47,17 |       |
| 6   | 9      | Pierre-Ambroise Bosse | Franța                     | 1:48,62 |       |
| 7   | 5      | Isaiah Jewett         | Statele Unite ale Americii | 2:38,12 |       |
| 8   | 3      | Nijel Amos            | Botswana                   | 2:38,49 | CA    |

### Finala
| Loc | Culoar | Atlet           | Țară                       | Timp    | Note |
| --- | ------ | --------------- | -------------------------- | ------- | ---- |
| 1   | 4      | Emmanuel Korir  | Kenya                      | 1:45,06 |      |
| 2   | 6      | Ferguson Rotich | Kenya                      | 1:45,23 |      |
| 3   | 3      | Patryk Dobek    | Polonia                    | 1:45,39 |      |
| 4   | 8      | Peter Bol       | Australia                  | 1:45,92 |      |
| 5   | 7      | Adrián Ben      | Spania                     | 1:45,96 |      |
| 6   | 2      | Amel Tuka       | Bosnia și Herțegovina      | 1:45,98 |      |
| 7   | 1      | Gabriel Tual    | Franța                     | 1:46,03 |      |
| 8   | 9      | Nijel Amos      | Botswana                   | 1:46,41 |      |
| 9   | 5      | Clayton Murphy  | Statele Unite ale Americii | 1:46,53 |      |